# Byureghavan
Byureghavan (armenio: Բյուրեղավան) es una comunidad urbana de Armenia perteneciente a la provincia de Kotayk'.
En 2011 tiene 9513 habitantes.
Fue fundada en 1945 como asentamiento para los trabajadores de las fábricas de vidrio. De hecho, su nombre es un compuesto de las palabras armenias "byuregh" ("vidrio") y "avan" ("asentamiento"). La fábrica de vidrio se puso en marcha en 1947 y en las décadas siguientes se crearon fábricas de otros materiales, como mármoles y granitos. En 1974 se le dio el rango de asentamiento de tipo urbano y en 1995 se le reconoció como comunidad urbana.
Se ubica en la periferia nororiental de Ereván, 1 km al este del aeropuerto, a orillas del río Hrazdan.